# Pietra di Bismantova
La Pietra di Bismantova è un monte caratteristico dell'Appennino reggiano, alto 1041 metri.
Situata nel comune di Castelnovo ne' Monti, paese che sorge alle sue falde, in provincia di Reggio Emilia, si presenta come uno stretto altopiano dalle pareti scoscese, che si staglia isolato tra le montagne appenniniche. La zona è classificata come sito di interesse comunitario (codice IT4030008) della rete Natura 2000, ed è in parte compresa nel territorio del Parco nazionale dell'Appennino Tosco-Emiliano.

## Toponimo
Sulle origini del toponimo Bismantova sono state avanzate diverse ipotesi.
L'etimologia potrebbe essere collegata al ruolo di montagna sacra che la Pietra avrebbe avuto nell'antichità.
Un'ipotesi si rifà all'etrusco man (pietra scolpita) e tae (altare per sacrifici). Altri propongono un'origine celtica, da vis (vischio), men (luna) e tua, che rimanderebbe alla raccolta notturna di vischio tra i querceti della zona, espressione di un antico culto lunare. Vismentua sarebbe variata prima in Bismentua e poi Bismantua.
Nel V secolo d.C. i Bizantini edificarono sulla montagna una struttura militare, nota come Kastròn Bismanto o Castrum Bismantum. Il castello Bismantum è menzionato in un diario di viaggio del 628. In un documento del 1062 è citata per la prima volta la Petra de Bismanto. La prima menzione scritta di Bismantova compare nella Divina Commedia di Dante Alighieri (Purgatorio, IV, 26).

## Storia

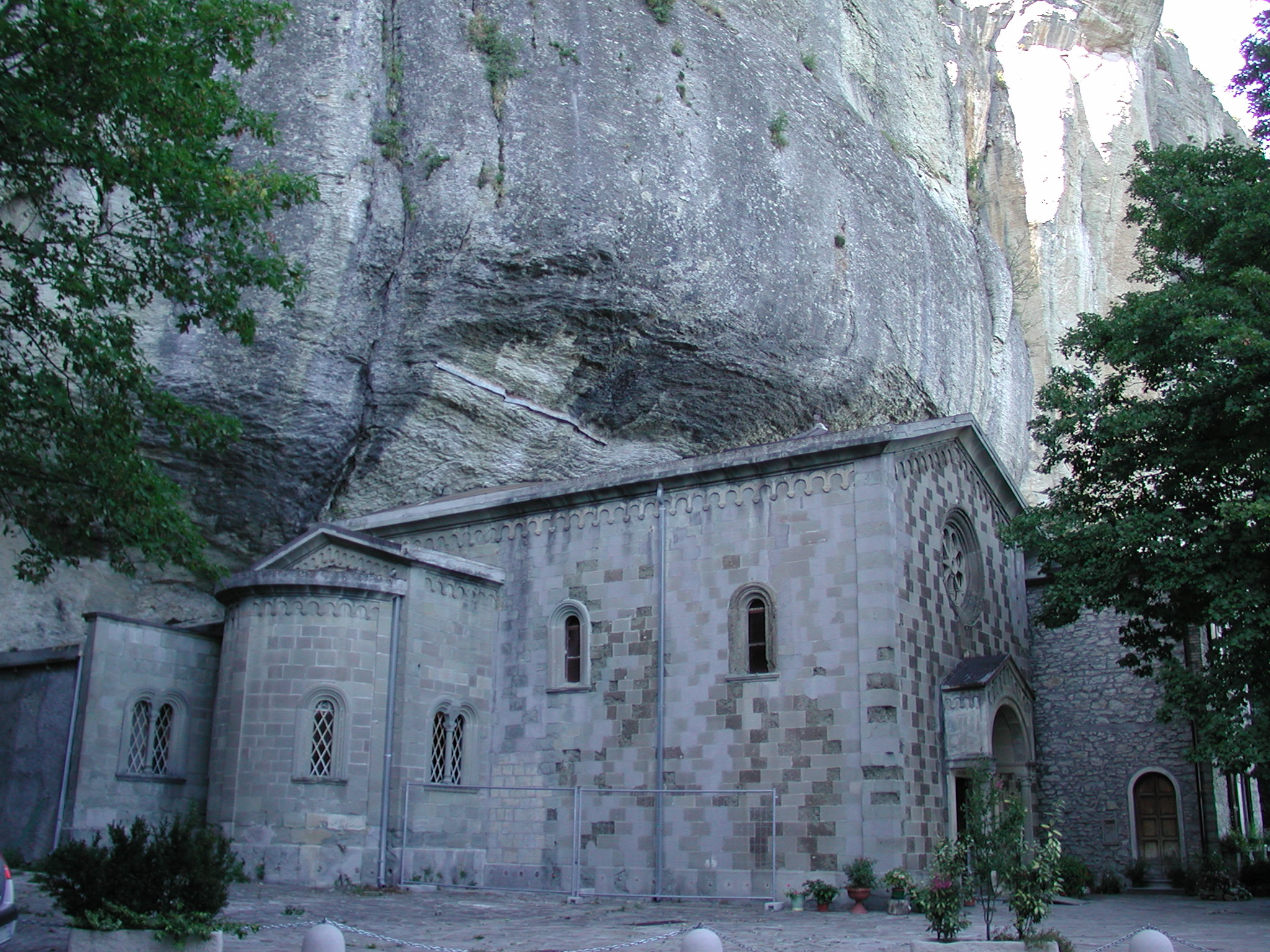
Eremo di Bismantova

Nei pressi della Pietra di Bismantova sono documentate scarse tracce di frequentazione del Paleolitico superiore. Tracce di frequentazione umana della fase finale dell'Eneolitico, appartenenti alla cultura del bicchiere campaniforme, sono state rinvenute sul pianoro di Campo Pianelli, alla base della Pietra (metà del III millennio a.C.).
Sempre sul pianoro di Campo Pianelli si insediò un abitato del Bronzo medio (1550-1400 a.C.), nel quale sono stati rinvenuti i resti di capanne ancora nella prima fase del Bronzo recente (1300-1250 a.C.). L'abitato apparteneva all'occupazione della media montagna da parte della cultura delle terramare. Nel Bronzo finale (XI-XII secolo a.C.), l'abitato dovette essere spostato in un luogo ritenuto più adatto e l'insediamento precedente venne rioccupato da una necropoli, che ha restituito circa 50 tombe a incinerazione.
A partire dalla fine del VI secolo a.C. e fino al IV secolo a.C. in poi il sito di Campo Pianelli venne rioccupato da Etruschi e Liguri.
Secondo alcune interpretazioni, la Pietra potrebbe essere il Suismontium menzionato nel XXXIX libro della Ab Urbe Condita di Tito Livio, luogo di una battaglia della campagna militare di Marco Emilio Lepido contro i Liguri nel I secolo a.C. Per difendere la zona conquistata da ulteriori incursioni, i Romani avrebbero costruito un castello.
Il castrum Bismantion è attestato come esistente agli inizi del VII secolo. La fortificazione doveva dominare la strada tra Parma e Lucca, che forse ricalcava un più antico percorso romano, e passò ai Longobardi prima del 628. Il castello era centro di un gastaldato che comprendeva quattro corti fiscali, tra cui quella di Malliaco.
Sullo Spigolo di Fontanacornia, uno degli speroni rocciosi del lato nord, nell'Alto Medioevo sorgeva una rocca, probabilmente distrutta da una frana. Dell'antica costruzione rimangono alcuni resti scoperti nel XIX secolo.
Ai piedi della Pietra nel XVII secolo fu edificato il tuttora esistente eremo benedettino con annessa chiesa aperta al pubblico. Sul luogo era già presente nel 1422 una chiesetta dedicata al Santissimo Salvatore. Tra il 1616 e il 1625 la chiesetta fu ampliata e vennero costruiti un convento e una torre campanaria.
Nella zona dell'eremo si è abbattuta il 13 febbraio 2015 una frana di grandi proporzioni, senza danni alle persone.
Nel 2010 la Pietra di Bismantova è stata inserita definitivamente nel territorio del Parco nazionale dell'Appennino tosco-emiliano.

## Territorio

### Geologia

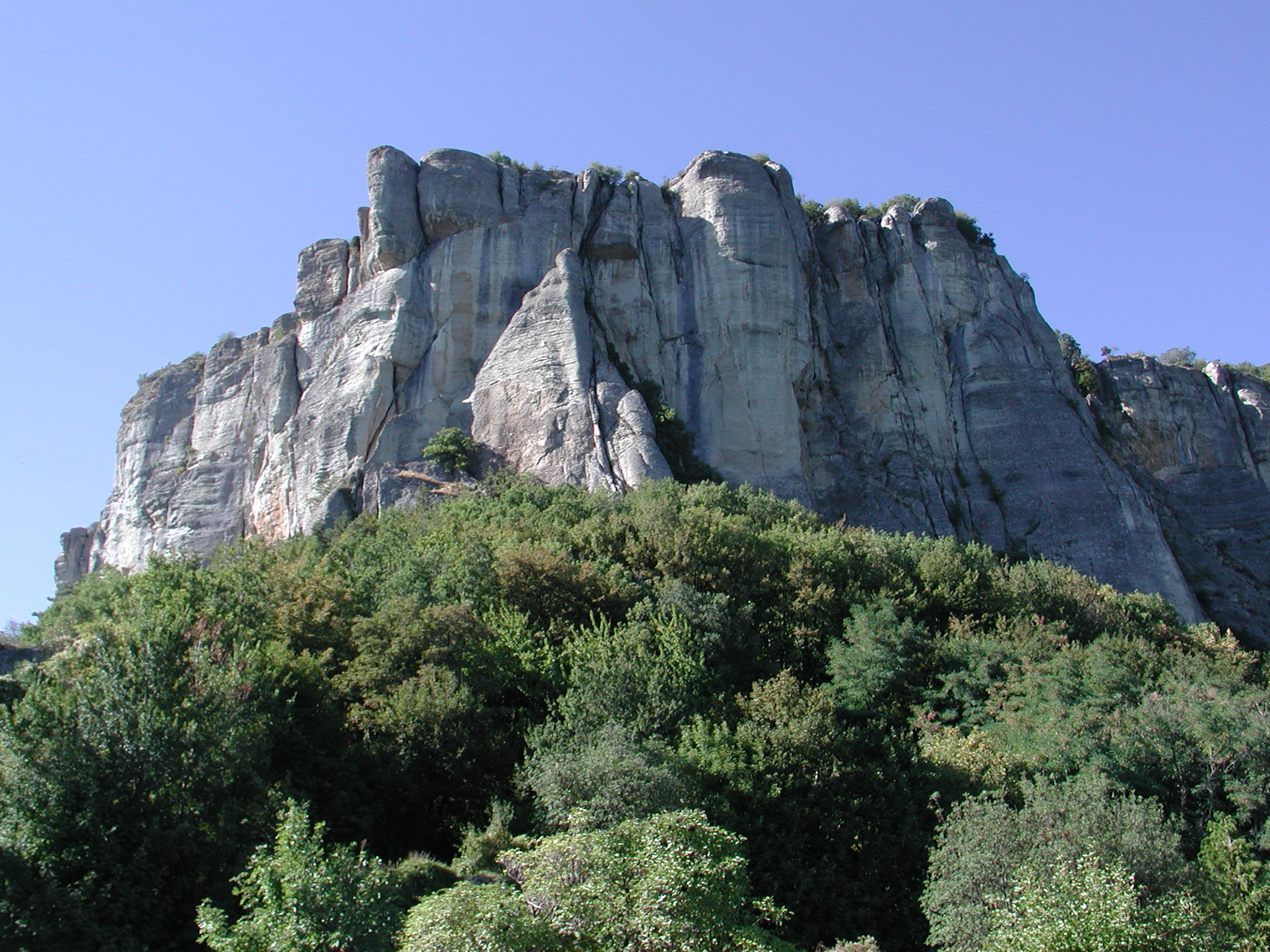
Una parete di calcarenite della Pietra di Bismantova

La formazione geologica che costituisce e che rende peculiare la Pietra di Bismantova è nota col nome di Formazione di Bismantova; essa possiede una potenza di circa 100 metri ed è composta da un basamento di marne su cui poggia un livello di calcarenite, depositatesi in ambiente marino di piattaforma continentale interna nel Miocene inferiore e medio, fra il Burdigaliano superiore e il Langhiano inferiore. Vi sono contenuti resti fossilizzati come gusci di molluschi, echinoidi, briozoi, foraminiferi bentonici e alghe coralline, in particolare specie tipiche di acque temperato-calde.
Dopo l'emersione della catena appenninica, la successiva fessurazione e frammentazione della formazione arenacea, seguita da erosione, hanno lasciato intatta la porzione di lastra visibile attualmente, lunga 1 km, larga 240 metri e alta 300 metri rispetto alla pianura circostante.
La sommità della Pietra raggiunge i 1041 metri sul livello del mare.
Molti dei massi che si trovano attorno alla Pietra di Bismantova si sarebbero staccati in epoca recente, attorno al XVII secolo, durante la piccola era glaciale.

### Flora e fauna

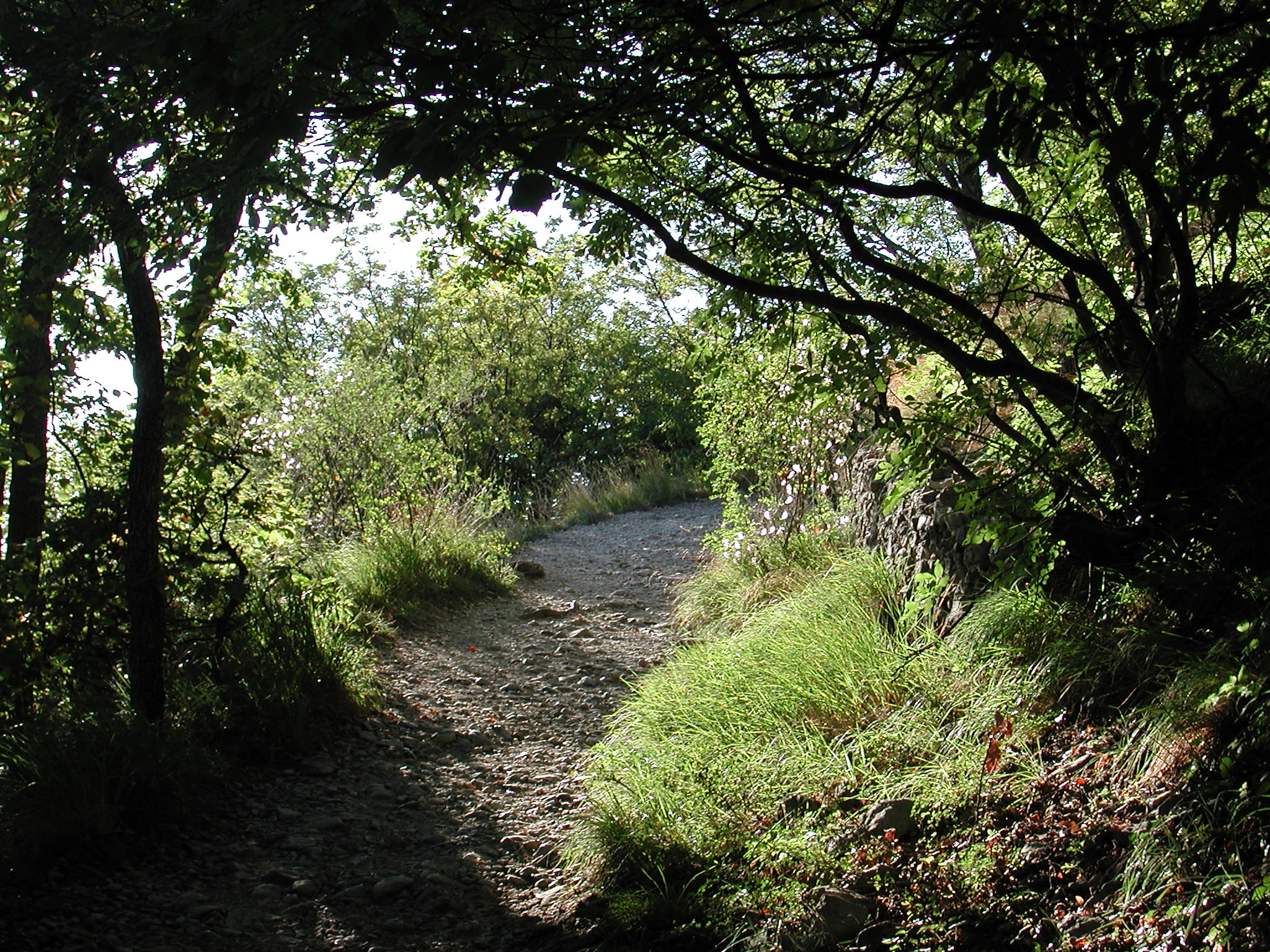
Sentiero escursionistico sulla Pietra di Bismantova

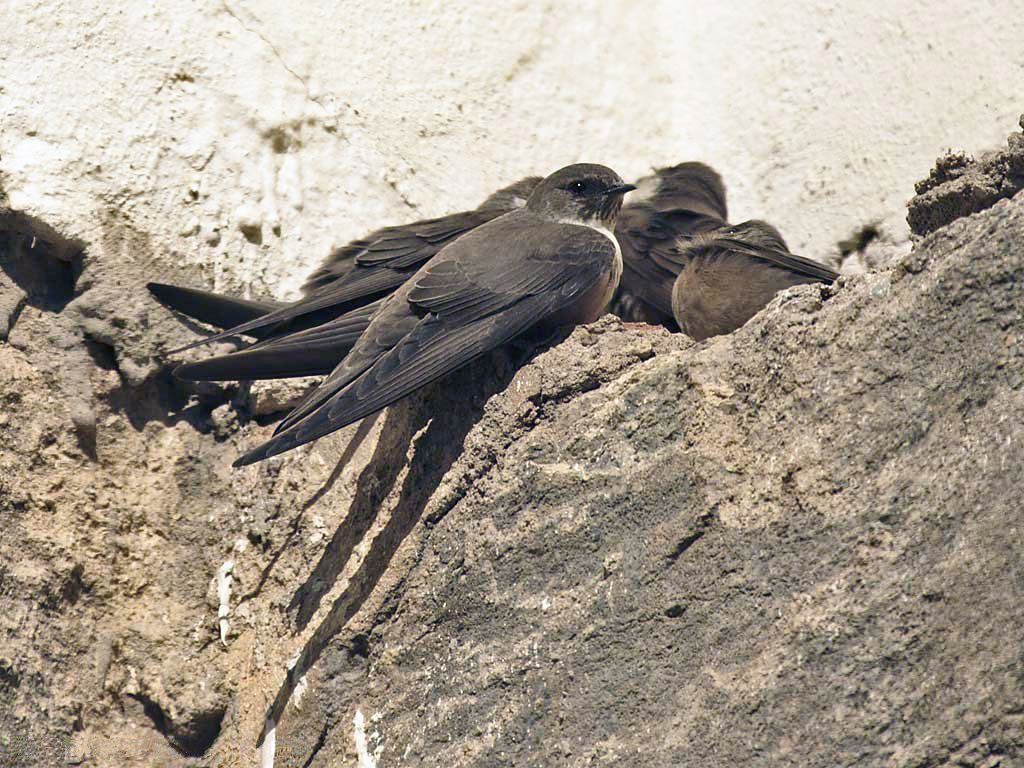
Rondine montana (Ptyonoprogne rupestris), abitante delle zone scoscese rocciose, dai Gessi Triassici alla Pietra di Bismantova

La sommità pianeggiante della roccia è coperta da una vegetazione di arbusti, in particolare il nocciolo, mentre ai piedi del massiccio si trovano campi, siepi e boschi di querce.
Nella zona sono presenti inoltre arbusti come il ginepro comune, il sorbo montano e il maggiociondolo.
Alberi ad alto fusto prevalenti sono la roverella, il cerro, il leccio e il tiglio.
Notevole è la fioritura di orchidee, tra cui l'orchidea pallida e la concordia.
Negli ultimi decenni il progressivo abbandono dell'agricoltura montana e della silvicoltura ha causato un'espansione incontrollata della vegetazione, che ha nascosto sentieri e porzioni di roccia. Da alcuni anni sono in corso interventi di sfalcio dei prati e diradamento selettivo dei boschi, per ripristinare i percorsi escursionistici e rendere nuovamente visibile la roccia nuda.

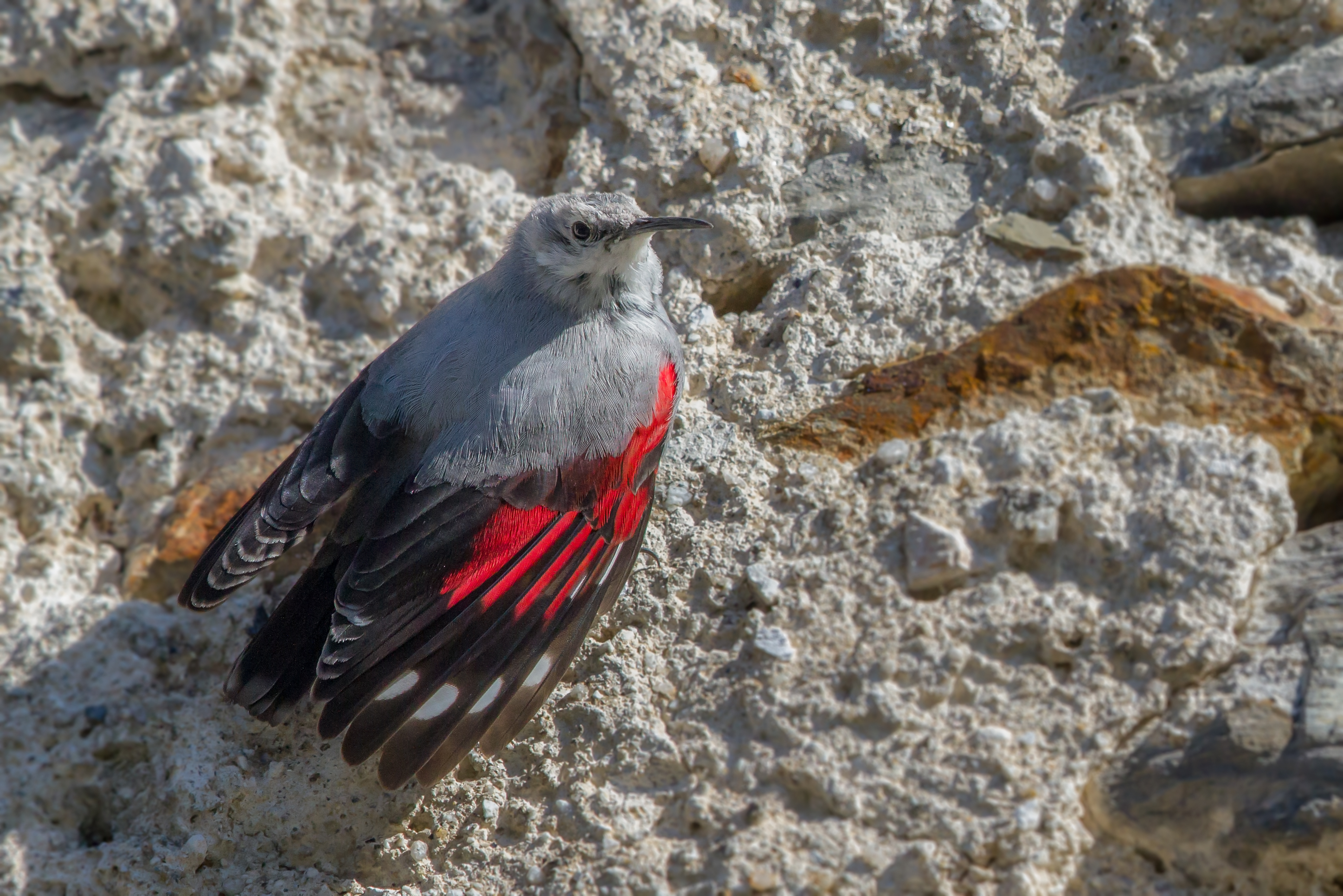
Picchio muraiolo (Tichodroma muraria), abitante dei crepacci rocciosi scoscesi della Pietra di Bismantova

L'altopiano e l'area circostante sono popolati da animali selvatici.
Tra le specie di interesse comunitario per la rete Natura 2000, si segnalano il succiacapre, la tottavilla, l'averla piccola, la rondine montana, il picchio muraiolo e il cervo volante.
Manca tuttavia un censimento completo della fauna locale, che copra anche mammiferi, anfibi e rettili.
Nidificano negli interstizi tra le rocce o comunque prediligono l'habitat scosceso roccioso della Pietra di Bismantova: il gheppio, la taccola, la rondine montana, il picchio muraiolo e il sordone. I boschi che contornano e si addentrano nell'altopiano sono popolati da lucertole muraiole, ramarri, cinciallegre, cinciarelle, codibugnoli, picchi muratori, picchi rossi, picchi verdi, ricci, lepri, scoiattoli rossi, caprioli e cinghiali. Nelle aree più pianeggianti e nelle coltivazioni vicine, sono comuni lepri, tottaville, fagiani e ballerine bianche.

## Alpinismo

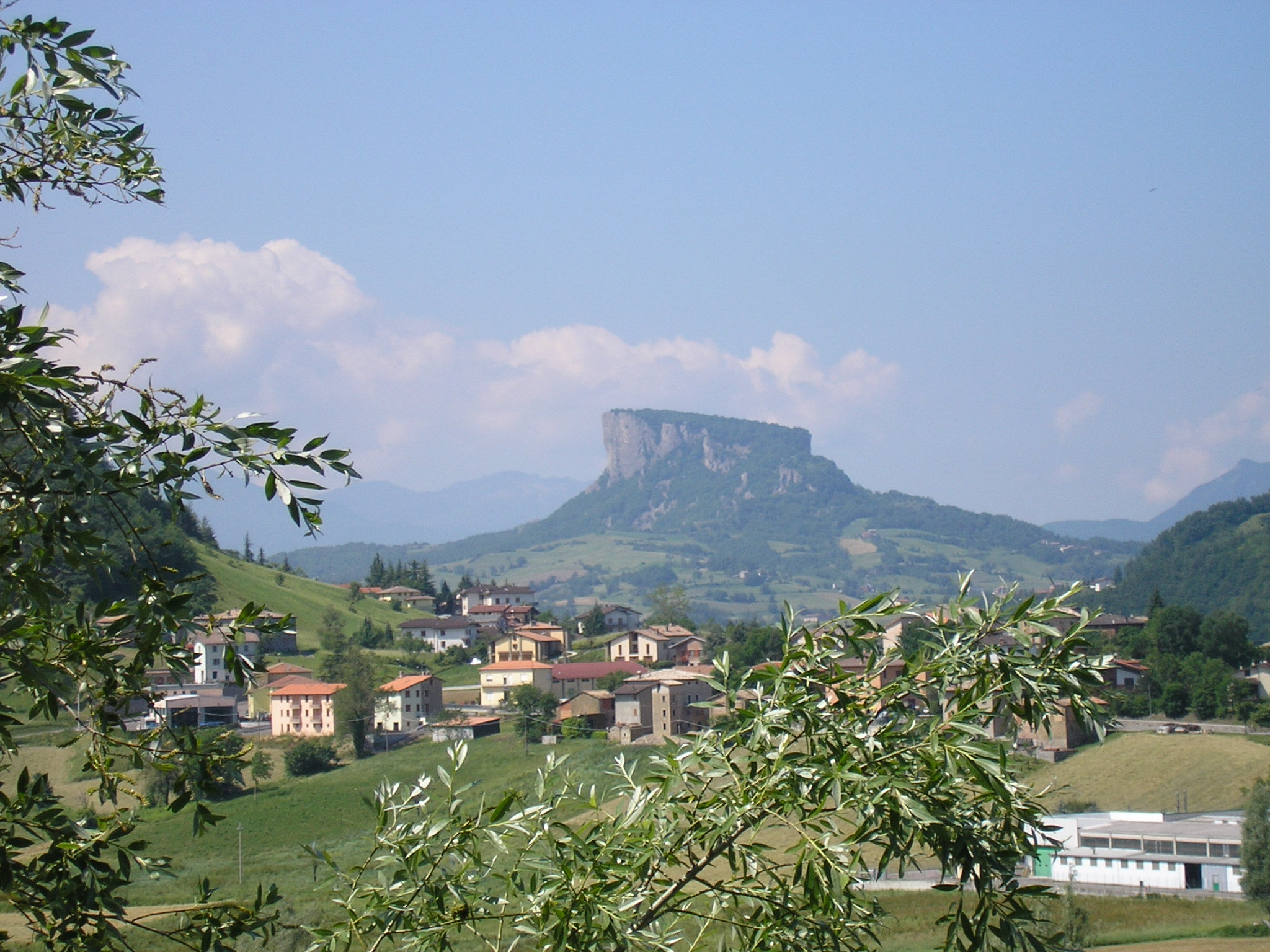
Pietra di Bismantova

La prima ascesa alpinistica è attribuita a Carlo Voltolini, che scalò in solitaria la Pietra di Bismantova nel 1922. Il tracciato della sua salita, che arriva al terzo grado superiore, prese il nome di "Via degli Svizzeri", dall'appellativo dato dai locali a Voltolini, che in realtà era trentino, e all'amico svizzero che lo aveva accompagnato ai piedi del monte. Nel 1940 Nino Oppio scalò la parete sud-est, aprendo la "Via Oppio" a lui intitolata. Lo stesso anno Armando Corradini e Olinto Pincelli salirono il diedro dal piazzale dell'Eremo, con difficoltà di sesto grado. Negli anni seguenti Pincelli aprì numerosi percorsi di arrampicata.
Una nuova fase si aprì negli anni 1960.
La prima arrampicata artificiale sulla Pietra di Bismantova avvenne nel 1960, a opera di Luigi Zuffa e Benito Modoni, da cui la "Via Zuffa-Modoni".
Nel frattempo la pratica dell'alpinismo si andava diffondendo in Emilia-Romagna, e la Pietra diventò una delle palestre di roccia più popolari della regione.
Tra la fine degli anni 1960 e la metà degli anni 1970 vennero aperte molte nuove vie: la "G.A.B." dedicata al Gruppi Amici di Bismantova nel 1968, la "Donato Zeni" e la "Via dei Lumaconi" nel 1969, la "Via Nino Marchi" nel 1971, la "Via Doretta" e la "Via Paola" nel 1972, la "Via CAI Parma" nel 1973 e la "Via del Centenario" nel 1975. A partire dalla metà degli anni 1970 cominciò ad affermarsi l'arrampicata libera su alti gradi di difficoltà, lungo i tracciati aperti in precedenza in artificiale. Il settimo grado fu raggiunto da Emilio Levati nell'ultimo tiro di corda della "Via del Centenario".
A metà degli anni 1980 prese piede l'arrampicata sportiva. Vennero introdotte alcune innovazioni tecniche, come lo spit e il monotiro, e aperte nuove vie, mentre i vecchi tracciati furono progressivamente richiodati. Non mancarono le polemiche: ci furono proteste contro gli appigli scavati nella roccia per agevolare l'arrampicata libera, e contro le nuove chiodature che impedivano di fatto l'arrampicata in artificiale su alcune vie.
Alla fine degli anni 2000 l'arrampicata sportiva è ancora la pratica prevalente, ma si nota una ripresa dell'arrampicata in artificiale.
Dal 1971 è inoltre presente una via ferrata, la via ferrata alla Pietra di Bismantova, detta anche Via ferrata degli Alpini. A questa si è aggiunta, nel 2017, una seconda ferrata denominata Via ferrata Ovest o dell'Ultimo Sole di difficoltà inferiore all'altra. Nell'autunno nel 2023 è stata installata dalle Guide Alpine La Pietra anche una terza ferrata, detta Via ferrata dell'Orto del Mandorlo, di difficoltà simile alla prima, con cui condivide il primo tratto.

## Citazioni artistiche

### Divina Commedia
La Pietra di Bismantova viene citata da Dante Alighieri nel quarto canto del Purgatorio nella Divina Commedia. Secondo alcuni commentatori il poeta avrebbe visitato personalmente il luogo nel 1306, mentre si recava da Padova alla Lunigiana, e ne avrebbe tratto ispirazione per la descrizione del Monte del Purgatorio.
(Dante, Purgatorio, canto IV, vv. 25-30)

### Üstmamó -Üst
Il gruppo musicale Üstmamó, nell’artwork di copertina del loro terzo album Üst del 1996 hanno inserito un’immagine digitale della Pietra di Bismantova circondata dall’acqua (i membri del gruppo sono tutti originari della zona).

### TributoAlla pietra
Il gruppo musicale Per Grazia Ricevuta, nel disco D'anime e d'animali del 2004 dedica la prima canzone dell'album Alla pietra alla Pietra di Bismantova.
(Per Grazia Ricevuta, D'anime e d'animali, Alla pietra)

### I prati di Bismantova

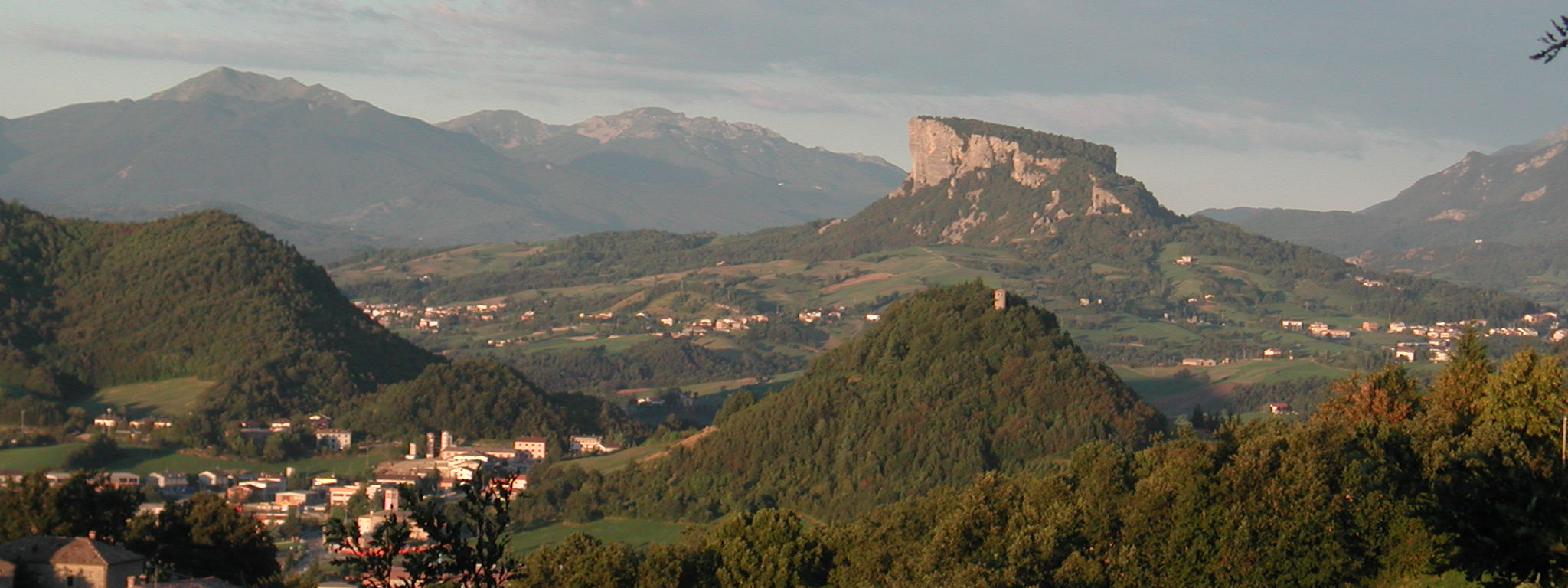
Bismantova e i prati circostanti

I Modena City Ramblers in Dopo il lungo inverno del 2006 dedicano alla Pietra la canzone I prati di Bismantova.
fino all'orizzonte

un falco risale

la cima del monte

è una nuova alba che avanza dentro di me»
(Modena City Ramblers, Dopo il lungo inverno, I prati di Bismantova)

### Il tesoro del Bigatto
Giuseppe Pederiali ambienta il primo capitolo del romanzo Il tesoro del Bigatto presso la Pietra di Bismantova, dove il Diavolo sfida l'eremita Sant'Anselmo.